# چکاوک ریجیدا
چکاوک ریجیدا (نام علمی: Eremophila rigida) نام یک گونه از تیره گل‌میمونیان است.